# Estudios de usuarios
Los estudios de usuarios son, en los campos de la Biblioteconomía y la Documentación , el conjunto de datos que analizan cuantitativamente y cualitativamente el 
comportamiento y las necesidades reales de los usuarios de unidades de información a través de métodos estadísticos. Los hábitos de los consumidores de información es uno 
de los ejes del comportamiento informacional . La satisfacción de los usuarios se sitúa en la prioridad de la gestión de archivos, bibliotecas, centros de documentación con 
independencia de sus dimensiones, alcance y modelo de difusión, de ahí la relevancia de la recopilación de datos que midan de manera fiable y científica los rendimientos de 
los servicios. Estos datos servirán de bases para planificar, modificar, mejorar o cambiar los recursos documentales, humanos y tecnológicos. Los estudios de usuarios equivalen 
a evaluaciones de la calidad de los servicios, ya que los resultados se fundamentarán en la valoración de los usuarios.

## Evolución histórica
Los primeros trabajos datan de la década de 1950 y se centran en estudiar la comunicación científica y los canales preferidos de investigación. En 1968 Paisley determinó los factores 
que determinan las necesidades de información de los científicos experimentales. En las décadas de 1970 y 1980 el CRUDOS (Centre for Research in User Studies) fomentó la 
metodología en los estudios de usuarios, impulsó cursos de formación para profesionales y editó las primeras publicaciones especializadas. En 1973, Skelton llevó a cabo el 
estudio comparativo de las necesidades informativas entre los estudiosos de las ciencias sociales y los de las aplicadas. En la década de 1980 aparecen las primeras propuestas 
teóricas en el campo del comportamiento informacional, el proceso de búsqueda y los modelos de motivación para la búsqueda de información. A partir de la década de 1990, a 
través de la difusión de los conocimiento científico por Internet, los teóricos y los gestores han mostrado un interés creciente por los estudios de usuarios, al punto de considerarlos 
fundamentales en una época en la que se calcula que la información científica crece exponencialmente año tras año.

## Objetivos
- Conocer el entorno social, cultural y económico de los usuarios;
- Saber la opinión y el grado de conocimiento de los servers bibliotecarios, archivos y centros de documentación
- Detectar los puntos débiles de los servicios e identificar las necesidades reales de los usuarios
- Generar la información con base científica para planificar los servicios bibliotecarios de acuerdo con las necesidades detectadas.

## Metodología
Con independencia de la tipología de los usuarios y las características de la unidad de información, se establecen tres fases: la recogida de datos, la interpretación de los datos 
y la difusión. Las encuestas generan datos objetivos y los indicadores generan de subjetivas.
La recogida se puede conseguir a través de encuestas personales u en línea de los usuarios. Cada encuesta contendrá una serie de parámetros sobre los usuarios y el uso que hacen 
del servicio, el grado de satisfacción de la colección, del personal, de los equipamientos y las instalaciones. Para lograr un estudio con base científica sólida se elaborarán una serie de 
preguntas a las que deben responder los usuarios. Las preguntas deben ser directas y se puede facilidad la respuesta a través de una escala numérica o de respuestas opcionales. La 
encuesta puede hacerse entre el conjunto de los usuarios que tienen rasgos homogéneos (segmento de población) o se puede escoger una parte representativa (muestra)
La siguiente fase es la evaluación de los datos. Será hecha por personal cualificado. Debe ser esquemática, con gráficos y porcentajes. El resultado debe ser un conjunto de datos de 
estadística descriptiva. Para ser completa debe tener una introducción que motive el estudio y una conclusión objetiva.
Difusión: Un estudio de usuarios no es una tarea individual ni de uso exclusivamente interno. Debe formar parte de un sistema municipal, autonómico o estatal. Se recomienda 
hacerla pública entre los usuarios como muestra de que su opinión es relevante para el funcionamiento del servicio.

## Tipología
Puede haber estudios de usuarios de distinto alcance. Se distinguen los estudios de la globalidad de la unidad de información y los de determinados servicios. Por ejemplo, se pueden 
hacer estudios relacionados con el uso de las nuevas tecnologías en una biblioteca pública, el servicio de préstamo, la sección de referencia, las publicaciones periódicas o el uso de 
las nuevas tecnologías. También se pueden hacer por segmentos de edad de los usuarios (infantiles, jóvenes, adultos o ancianos) y niveles académicos (investigadores, estudiantes, profesores).
Margarita Pérez Pulido  distingue dos perspectivas: la emergente y la tradicional. La primera se centra en el usuario como agente activo, evalúa su conducta informativa en un contexto 
y situación determinados y tiene en cuenta los factores psicológicos, afectivos y los estilos de aprendizaje. La perspectiva tradicional se basa en los recursos y los procesos. Pone el énfasis 
en la comunicación formal, categoriza los grupos por características comunes con metodología cuantitativa.
Uno de los factores que dan valor a los estudios de usuarios es su continuidad en el tiempo. Esto facilitará conocer el grado de satisfacción de servicios ya consolidados, crear otros nuevos y hacer formación de usuarios.
Los autores Pettigrew, Fidel y Bruce (2001) clasifican los distintos modelos de investigación realizados sobre el estudio de los usuarios dependiendo del enfoque asumido:
- Enfoque cognitivo. La información es interpretada y usada dependiendo del modelo que cada individuo tiene del mundo. El comportamiento informacional se estudia desde el punto de vista de las motivaciones cognitivas y emocionales del individuo. A este enfoque pertenecen los modelos de Ellis (1990) o el de Kuhlthau (1993).

- Enfoque social. Se incluía una perspectiva más amplia que la cognitiva incluyendo los entornos sociales y culturales del individuo. A este enfoque pertenecen las teorías desarrolladas por Chatman (2000) –teoría de la pobreza de la información, teoría del comportamiento normativo y teoría de la vida en el círculo-. Este enfoque social parte de la realidad del individuo y el modo en que condicionaba su forma de proceder con respecto a la información.

- Enfoque multifacetado. En este enfoque se incluyen todos aquellos modelos variados que partían de conceptos distintos al cognitivo o social. Modelos construidos en base al resultado de estudios empíricos del tipo de usuarios (Modelo de Comportamiento Informacional de los profesionales; Leckie, Pettigrew y Sylvain (1996)) o modelos basados en el contexto y situaciones que permiten crear un mapa de los distintos recursos y fuentes de información (Los horizontes de información de Sonnewald (1999)